# カーン (マーベル・コミック)
カーン・ザ・コンクラー（Kang the Conqueror）、またはナサニエル・リチャーズ（Nathaniel Richards）は、マーベル・コミックが出版するアメリカン・コミックスに登場するスーパーヴィランである。アベンジャーズや、ファンタスティック・フォーの対戦相手として最も頻繁に描かれており、“ファラオ・ラマ=タト”、“イモータス”、“アイアンラッド”などの並行世界の同一人物が多数存在し、長年にわたってマーベル・コミックのさまざまなストーリーに登場している。かつては「カン」と表記されていた。

## 概要
本名、ナサニエル・リチャーズ(Mr.ファンタスティックの父とは同姓同名の別人)。
カーンは1人であるが、カーン自身の歴史改変などにより枝分かれした歴史の中で、様々な者が存在しており、また年齢などによっても(そうなった過去を経験していないなどの理由から)性格は異なる。

## ナサニエル・リチャーズ
ナサニエル・リチャーズ(Mr.ファンタスティックの父)の復興した30世紀の未来人。
虐めにより喉を切りつけられてしまう(カーンが変えた歴史では、喉を切りつけられることはなくアイアンラッドとなる)。
先祖が残した技術を発見し、タイムマシンを作り上げ、古代エジプトへ行く(ラマ・タトへ)。

## アイアンラッド
虐めにより喉を切りつけられそうになったところを、自身の過去を変えに現れたカーンによって助けられる。その際、未来の自分に恐怖を覚える。
先祖が残した技術を発見し、タイムマシンを作り上げ、アイアンラッドとなり現代(21世紀)へ向い、ヤング・アベンジャーズの一員となる。ヤング・アベンジャーズのメンバーは皆アベンジャーズのヒーロー達に似た風貌、能力を持っており、アイアンラッドはアイアンマンに似たアーマー（未来人であるため、現代のマーベル世界よりも進んだ科学力で造られている）を装着している。
チームメイトのパトリオット・ハルクリング・アスガーディアンたちとともに、カーンを討つも、その代償としてアベンジャーズのメンバーを死なせてしまうこととなり、カーンとなるため未来へと戻っていく。
キャプテン・アメリカによると、「イモータスがおこなった過去へ行き自分を助けるという行動から、カーン自身も過去の自分を助けようなどと考えたのだろう」と語られており、本来の歴史にはいなかった存在と思われる(少なくとも、「喉に切り傷が無い」「長い入院生活が無い」などの差異がみられる)。そのため、「彼が未来へ戻ったところで歴史は修正されない。」「アベンジャーズが死ななかった歴史に修正しようと思うなら、カーンを討つ前に戻り作戦を断念するか練り直すべき。」という意見もある。

## ラマ・タト
タイムマシンで古代エジプトに来て失明していた眼を治したナサニエルのエジプト支配時の名前。
未来技術でエジプトを支配し、自身の後継者としてアポカリプスを生み出してしまう。
過去へ来たファンタスティック・フォーたちと戦い、一時は勝利するも、ドクター・ストレンジなどのアベンジャーズに敗れ、未来へと逃走する。
ラマ・タトが未来への敗走する途中、ファンタスティック・フォーたちに敗れ宇宙を漂っていたドクター・ドゥームを救出し、そのときドゥームに出会った影響から、仮面と鎧を付け、征服者カーンと名乗るようになる(カーンへ)。
『ファンタスティック・フォー』では、イモータスによりドクター・ドゥームへの接触が避けられている(ドゥームの影響を無くすことで自分に従うようにするためであり、ドゥームはイモータスによって救出された)。これにより、カーンとは別の存在となることとなる(スカーレットセンチュリオン)。

## カーン
仮面と脳波に連動して動く武器を搭載した鎧を身に纏っている。
荒れ果てた40世紀を征服すると、現在(20世紀)の征服を次なる目標としてかかげ、何度も侵攻をおこなっている。

## スカーレットセンチュリオン
カーンと同じく侵略行為を行うが、容姿は異なっている。ドゥームの影響を受けておらず、殺そうとまでしたこともある。
アイアンラッドと同じく、本来の歴史にはいなかったはずの存在と思われる(カーン自身がタイムマシンで過去へ来た未来人であり、本来の20世紀や21世紀には存在しなかったが、そのことではなく、イモータスにとっての歴史でのこと)。

## イモータス
リンボの支配者であり、未来のカーン。カーンに手を貸そうとするも、カーンに拒絶されてしまう。
絶対的な力を持ち、カーンとアベンジャーズが協力してやっと追い払うことができた。

## MCU版
マーベル・シネマティック・ユニバース（MCU）では、『ロキ(シーズン2)』までは、ジョナサン・メジャースがカーンとその"変異体"を演じていた。また、それぞれの日本語吹替を中村和正が担当する。
メジャースは以降も出演する予定だったが、2023年12月、当時の交際相手に対する暴行容疑で有罪判決を受けたためディズニーから解雇された。
本項ではカーンと彼の“変異体”についても記述する。

### 征服者カーン
在り続ける者の死によって量子世界に出現した"タイムトラベルを行う、マルチバースの敵"。あらゆる時間・マルチバースへと行ける自身の船とデバイスを起動する為のエネルギーコアを取り戻すべくピム粒子が必要となり、獲得の為に動き出し、捕えたスコットに取り引きを持ち掛ける。

### 変異体

#### 在り続ける者
“TVA”を裏から支配し、“神聖時間軸”を管理していた31世紀の科学者。その容貌は、紫色のヴィクトリア朝ケープ、チンギスハンの時代の靴、モンゴルのパンツに身を包んだ何の変哲も無い生身の黒人に過ぎないが、常にへらへらした顔つきで余裕綽々とする姿勢と、大袈裟なリアクションを合わせながら人を小馬鹿にした言動をとるほど虫が好かない男で、その傍ら、何処か話が通じそうな素振りも見せ、「俺は見た目よりも年寄りだ」と述懐し、「これから起こる出来事をすべて知っている」と豪語して神聖時間軸における全ての出来事を自身のシナリオ通りに展開させていたことを明示したり、左腕につけた“タイムパッド”でワープし、形を自在に変化させる液体金属らしきものを使うなど、得体の知れない部分も多数有している。
“在り続ける者”以外にも呼び名があったらしいが、具体的な本名は不明。
かつて勃発した複数の宇宙をまたに掛けた大戦争で全てが破壊されそうになった際、遭遇した“アライオス”を実験・制御・活用して大戦争を終結させ、切り離した現在の時間軸を“神聖時間軸”へと確立。そして時間の流れを管理し、“分岐”を防ぐためにTVAを創造した経緯がある。
以降は、“タイムキーパー”という替え玉を用意してTVAを統率させ、自分は小惑星の上に建てられた“シタデル”という砦に引きこもり、神聖時間軸と宇宙の調和を維持してきた。
だが長年に渡る管理に疲れていたところ、変異体と識別されたロキとシルヴィの行動を見て、彼らが自分の後釜に相応しいと判断し、2人に接触する。

#### ヴィクター・タイムリー
1900年代初頭に未来の技術を群衆に紹介した男。

#### イモータス
カーン評議会のメンバーの一人。スコット達と戦ったカーンが倒されたことを知り、全ての時間軸のカーンを集結させアベンジャーズを倒そうと模索する。

#### ラマ・タト
ファラオのような姿をした変異体の一人であり、カーン評議会のメンバー。

#### センチュリオン
鋼のスーツを装着した変異体の一人のであり、カーン評議会のメンバー。

### 描写
『ロキ』
シーズン1
本シーズンでは在り続ける者が登場。
シタデルにやって来たロキとシルヴィの前に姿を現わすと、剣を向ける2人に対して、呑気に青リンゴをかじりつつ、シルヴィの攻撃を余裕で躱し続けて自分のオフィスである書斎に招き、茶を汲んだ。
腰掛けたロキとシルヴィへ「俺とTVAが存在しなければ何もかも滅茶苦茶だ」と嘯くと同時に、自身のプロフィールや大戦争と神聖時間軸にまつわるTVAの真相を語り、時間軸の管理に疲れたことを表明。「2人で俺の後を継いでTVAの善き支配者となり、組織のスタッフに真実を明かして神聖時間軸を管理する」か、「俺を殺し、それと引き換えに分岐した時間軸から現れる俺の悪しき無数の変異体らとの戦争に挑む」か、という2つの「あらゆる筋書きの中で、これが唯一の道」 である選択肢を2人に提案した。
すると分岐イベントが発生し、ここから先に起こり得ることが分からなくなって動揺すると、タイムパッドを外して、自分への復讐心に走るシルヴィとそれを止めようとするロキが考えを違わせて争う様子を傍観。その末に、“タイムドア”を開いてロキをTVA本部へ突き飛ばしたシルヴィに無抵抗のまま剣で刺されると、「近いうちにまた会おう」と呟いて目くばせし、息絶える。
そしてこれによって、時間軸の分岐が無数に発生してしまう。
シーズン2
本シーズンにはヴィクター・タイムリー及び、有り続ける者が登場。
『アントマン&ワスプ：クアントマニア』
本作では、在り続ける者の変異体である征服者カーンが登場。
何者かによって量子世界へと追放されてしまい、そこで出会ったジャネットに救われ、あらゆる時間・マルチバースへと行ける自身の船とデバイスを起動する為のエネルギーコアを再起動するべく共に修理をした。しかし、船に触れた際自身の思考を見て脅威を感じ取ったジャネットによってコアを奪われ、ピム粒子によってコアを巨大化されてしまったことによって量子世界から脱出出来なくなってしまった。30年後、コアを取り戻すべくピム粒子が必要となり、獲得の為に動き出し、自身が支配する量子世界へと吸い込まれたスコットを連行し取引を持ち掛ける。ポストクレジットシーンにて様々な時間軸から集まったカーン評議会が登場し、イモータス、ラマ・タト、センチュリオンを主にしたカーン達がアベンジャーズを倒そうと模索し始める。

## 他メディア
- マーベル フューチャー・アベンジャーズ

日本で制作されたマーベルアニメ。この作品では“ 征服者 カーン ”名で登場する。詳細は上記項目先を参照。
- LEGO マーベル スーパー・ ヒーローズ2 ザ・ゲーム

ビデオゲーム、メインヴィランとして登場、ただしファンタスティック・フォーは登場しない。